# Heteropygas albicauda
Heteropygas albicauda là một loài bướm đêm trong họ Noctuidae.